# Naukowy ateizm
Naukowy ateizm (ros. научный атеизм) — marksistowsko-leninowska dyscyplina naukowa oraz część programu edukacyjnego uczelni w Związku Socjalistycznych Republik Radzieckich , pretendująca do naukowego uzasadnienia odrzucania religii, wiary w cuda, w życie pozagrobowe itd. Badaniem problemów naukowego ateizmu i koordynacją pracy różnych instytucji radzieckich nad opracowywaniem podstaw programowych zajmował się Instytut naukowego ateizmu w Moskwie, który powstał w 1964 roku.

## Istota
Teoretyczną podstawą naukowego ateizmu była filozofia marksistowsko-leninowska. Propaganda w ZSRR głosiła, że ateizm przedmarksowski miał ograniczony, oświeceniowy charakter, ponieważ nie potrafił on wyjaśnić w sposób materialistyczny genezy religii, nie dostrzegał jej podłoża klasowego i dróg jej przezwyciężenia. Ogromną rolę w rozwoju naukowego ateizmu odegrało powstanie materialistycznego pojmowania dziejów, dzięki któremu po raz pierwszy ujawnione zostały materialne korzenie religii. Dopiero Karol Marks i Fryderyk Engels, twórcy naukowego komunizmu, rozciągnąwszy materializm na dziedzinę zjawisk społecznych, ujawnili rzeczywiste, materialne korzenia religii, jej związek z panowaniem klas wyzyskujących. Marksizm wykazał, że religia jest narzędziem duchowego ujarzmienia mas pracujących. Ateizm burżuazyjny, kontemplacyjny, dążący do oświecenia społeczeństwa uważa, że religię można przezwyciężyć w ramach ustroju kapitalistycznego w drodze upowszechnienia wiedzy naukowej. Natomiast marksizm-leninizm uczy, że całkowite przezwyciężenie religii może nastąpić jedynie w związku z likwidacją ustroju opartego na wyzysku i zbudowaniem społeczeństwa komunistycznego.
Włodzimierz Lenin kilkakrotnie podejmował kwestię religii (O stosunku partii robotniczej do religii, 1900; Socjalizm i religia, 1905).

Religia jest jedną z odmian ucisku duchowego, który wszędzie dławi masy ludowe, przytłoczone wieczną pracą na innych, biedą i osamotnieniem. Bezsilność klas wyzyskiwanych w walce z wyzyskiwaczami równie nieuchronnie rodzi wiarę w lepsze życie pozagrobowe, jak bezsilność dzikusa w walce z przyrodą rodzi wiarę w bogów, diabły, cuda itp. Tego, kto przez całe życie pracuje i cierpi nędzę, religia uczy pokory i cierpliwości w życiu ziemskim, pocieszając nadzieją nagrody w niebie. Tych zaś, którzy żyją z cudzej pracy, religia uczy dobroczynności w życiu ziemskim, oferując im bardzo tanie usprawiedliwienie ich całej egzystencji wyzyskiwaczy i sprzedając po przystępnej cenie bilety wstępu do szczęśliwości niebieskiej. Religia to opium ludu. Religia to rodzaj duchowej gorzałki, w której niewolnicy kapitału topią swe ludzkie oblicze, swoje roszczenia do choćby trochę godnego ludzkiego życia.

Ważną rolę w przezwyciężeniu religii odgrywa naukowo-ateistyczna propaganda. Komunistyczna Partia Związku Radzieckiego szeroko propagowała światopogląd naukowo-ateistyczny i walczyła przeciwko przeżytkom religijnym. Propaganda jedynego naukowego światopoglądu materialistycznego i cierpliwe wyjaśnienie masom pracującym szkodliwej roli religii — to ważne zadanie pracy kulturalno-oświatowej wśród ludności. Wychowanie w duchu światopoglądu naukowego obejmowało ateistyczne wychowanie w rodzinie, w szkole, w organizacjach społecznych (Komsomoł, związki zawodowe itp).

## Historia

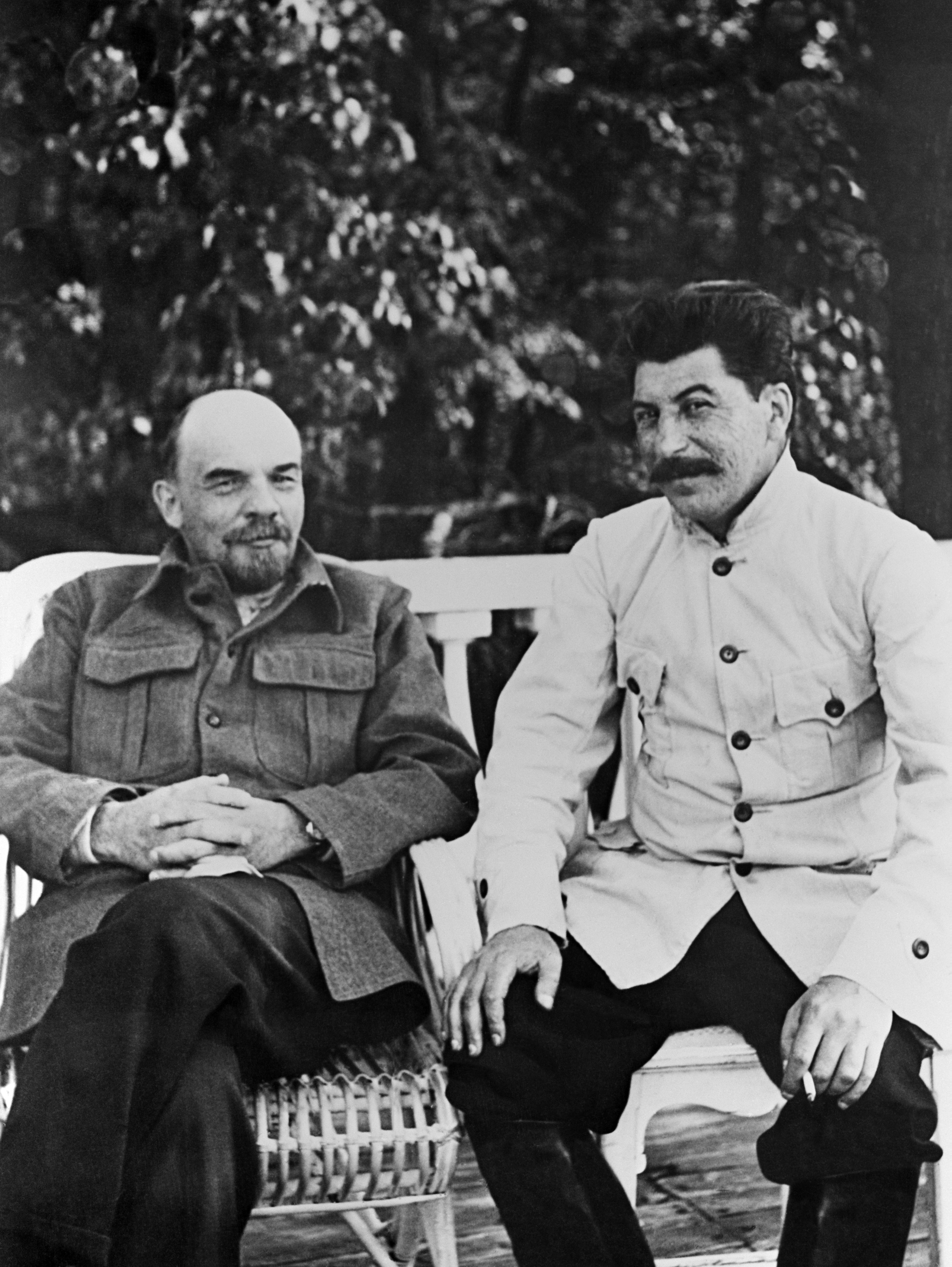
Włodzimierz Lenin oraz Józef Stalin (1922)

W 1917 roku wybuchła rewolucja październikowa. Bolszewicy, którzy w jej wyniku objęli władzę w Rosji, uznali za ważne wyeliminowanie religii z życia publicznego i zastąpienie ją ateizmem państwowym. W swojej książce „Socjalizm a religia” Włodzimierz Lenin stwierdził: 

Program nasz opiera się całkowicie na naukowym, i to właśnie materialistycznym światopoglądzie. Dlatego wyjaśnienie naszego programu nieodzownie obejmuje zarówno wyjaśnienie prawdziwych historycznych, jak i prawdziwych ekonomicznych źródeł otumanienia religijnego. Nasza propaganda nieodzownie obejmuje również propagandę ateizmu; wydawanie odpowiedniej literatury naukowej, która dotychczas była surowo zakazana i prześladowana przez samowładczo-pańszczyźnianą władzę państwową, powinno obecnie stanowić jedną z dziedzin naszej działalności partyjnej. Trzeba będzie obecnie pójść zapewne za radą, jakiej udzielił niegdyś Engels niemieckim socjalistom: tłumaczyć i masowo rozpowszechniać francuską literaturę oświeceniową i ateistyczną XVIII wieku.

W 1919 roku na VIII Zjeździe partii przyjęto program, który nakładał na członków partii obowiązek walki z religią. Rozpoczęły się brutalne prześladowania religijne. 26 lutego 1922 rozpoczęto konfiskatę dóbr Cerkwi, czemu sprzeciwiali się wierni, na co władze odpowiadały przemocą. Lenin wykorzystał wielki głód – wywołany przez bolszewickie rewizje – aby ograbić Cerkiew, choć ta wcześniej wzywała do pomocy głodującym. Komuniści mordowali zarówno kapłanów, jak i świeckich prawosławnych. W latach 1917–1920 bolszewicy zabili 37 biskupów, tysiące duchownych i około 12 tys. wiernych. Jedynie w 1922 roku zamordowano 1691 popów, 1962 mnichów i 3447 mniszek.

Rozpoczęła się również zorganizowana ateizacja ludności. W 1922 roku założono wydawnictwo „Ateist”, które wydawało antyreligijne broszury, czasopisma, plakaty, w których szydzono z ludzi wierzących i duchownych. W 1923 roku powstał Związek Bezbożników, a 1924 roku towarzystwo przyjaciół gazety „Bezbożnik”. Szkoły zaczęły wychowywać dzieci na ateistów, w 1923 roku zostały zorganizowane w Moskwie, a później we wszystkich większych miastach, pochody antyreligijne, wyszydzające kult Matki Boskiej.
Po śmierci Lenina zmniejszył się nacisk na Cerkiew, co zmieniło się, gdy Józef Stalin wygrał ostatecznie walkę o władzę. 1 października 1929 roku ogłoszono instrukcję „O prawach i obowiązkach stowarzyszeń religijnych”, ustawodawstwo ograniczało do minimum działalność kapłana w parafii, a tak zwana rada parafialna (kontrolowana przez urząd do spraw wyznań, składająca się z funkcjonariuszy policji i aparatu kontroli religijnej) nadzorowała życie religijne i cenzurowała kazania. Dekretem z 27 sierpnia 1929 niedziele nie były oficjalnie uznawane za dzień świąteczny, a duchowni niedługo potem stracili prawa obywatelskie i nie otrzymywali kartek żywnościowych. Organizowano „czyny społeczne” w świąteczne dni, a w 1929 roku po raz pierwszy Boże Narodzenie obchodzono jako dzień industrializacji.
W 1929 roku ogólna organizacja ateistyczna przekształciła się w Związek Wojujących Bezbożników, który wydawał gazety ateistyczne w coraz większych nakładach w języku rosyjskim, polskim, tatarskim, baszkirskim i gruzińskim. Od początku lat 30. obowiązywało kolektywne członkostwo zakładów pracy i kołchozów w tym związku, w wyniku czego liczył on 30 mln członków.
Lata 30. to początek masowych deportacji duchownych do łagrów i wyburzania cerkwi, w samej Moskwie z około 1000 prawosławnych świątyń zostało tylko 20. W 1931 roku wysadzono największą cerkiew w Moskwie – Sobór Chrystusa Zbawiciela, a szereg innych zamieniano na sale koncertowe lub muzea ateizmu.

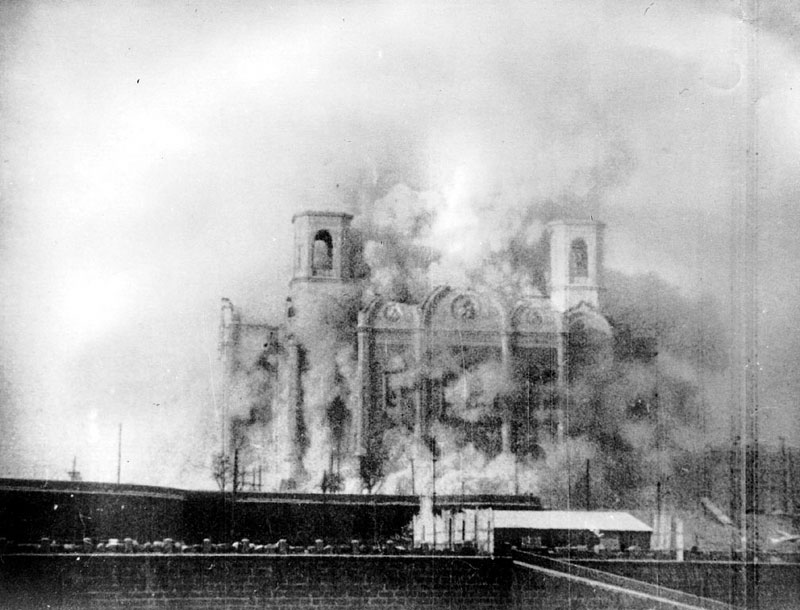
Sobór Chrystusa Zbawiciela w Moskwie podczas wysadzania w 1931 roku

W 1932 roku ogłoszono założenia tzw. bezbożnej pięciolatki. Do 1938 roku wszystkie cerkwie miały zostać zburzone, a w 1937 roku już nikt nie miał używać słowa „Bóg”. Plan postanowiono wdrożyć za pomocą terroru, od ludzi domagano się deklaracji antyreligijnych, w przeciwnym razie odbierano im kartki żywnościowe, wyrzucano z pracy i z organizacji społecznych, setki duchownych, biskupów i mniszek zostało rozstrzelanych lub wysłanych do obozów. W 1938 roku z 50 tys. cerkwi zostało ledwie 12 tys., a życie religijne przeniosło się do katakumb. Pomimo brutalnych prześladowań założenia pięciolatki nie zostały wykonane, a terror nie zmusił ludzi, aby odeszli od wiary. Z powodów sytuacji międzynarodowej rozprawę z religią odłożono na później. Udało się jednak wyeliminować całkowicie Kościół katolicki, do 1939 roku aresztowano wszystkich katolickich kapłanów. Szacuje się, że pod koniec lat 20. i w latach 30. zamordowano 80 000 duchownych wszystkich wyznań.
Sytuacja cerkwi zmieniła się po ataku III Rzeszy na ZSRR. Metropolita moskiewski wezwał do obrony ojczyzny. Stalin był zmuszony pójść na ustępstwa i zgodził się, aby Cerkiew otworzyła fundusz obrony kraju, a dyktator zmienił język swoich przemówień. W ZSRR ogłoszono amnestię dla duchownych, zawieszony został Związek Wojujących Bezbożników i publikacje antyreligijnych ulotek.
Po wojnie wróciły prześladowania religijne, ale na mniejszą skalę, Związek Wojujących Bezbożników w 1947 roku zamieniono na Wszechzwiązkowe Towarzystwo "Wiedza”, które miało mniejsze cele od pierwowzoru. W dalszym jednak ciągu zakazywano katechizacji dzieci, młodzieży i dorosłych oraz nie dopuszczano do wydawania Biblii, a jej przemycanie zza granicy było surowo karane.
Po śmierci Stalina Nikita Chruszczow wzmocnił ateizację, wielu duchownych, których objęła amnestia, znów wróciło do obozów, zamknięto lub zniszczono 15 tys. cerkwi. Dochodziło do niszczenia ikon i budynków religijnych. Po upadku Chruszczowa podejście władz stało się łagodniejsze, a Cerkiew zaczęła odżywać.